# Стефан Потоцький (ніжинський староста)
Стефа́н Пото́цький (пол. Stefan Potocki, ~1624/1625 — 19 травня 1648) — польський шляхтич. Воєначальник, урядник Речі Посполитої.

## Біографія
Син гетьмана великого коронного, краківського каштеляна Миколая Потоцького та його першої дружини Зофії Фірлей (пол. Zofia Firlej). Правнук польського державного діяча Яна Фірлея.
Посідав уряд старости ніжинського.) Брав участь у придушенні Хмельниччини. Командував польським військом у Битві під Жовтими Водами. Стефан був поранений (вогнепальне(і) та різані рани), потрапив до татарського полону 15 травня. 19 травня 1648 помер у кримському степу біля переправи Тавань через Дніпро від гангрени, що розвинулася внаслідок тяжкого вогнепального поранення лівої руки. Т
Тіло С. Потоцького було перевезене до Кодаку, оборонці якого в договорі капітуляції 1 жовтня 1648 застерігали, що він повинен бути похований у київському костелі домініканців.
Юліан Урсин Нємцевіч присвятив йому «Думу про Стефана Потоцкого» (1788 р.), потім увійшла до «Співів історичних».